# Parc Saint-Victor
O estádio Parc Saint-Victor é um estádio de futebol haitiano localizado na cidade de Cap-Haïtien, no Haiti.
Sua capacidade atual é de até 9.500 pessoas, mas por motivos de segurança, sua capacidade total é reduzida pra menos de 2.000 pessoas, totalizando uns 7.500 espectadores. O estádio é a casa das equipes  AS Cavaly e Zénith na 1 Ligue 2016.